# Rue Saint-Maur (Métro Paris)

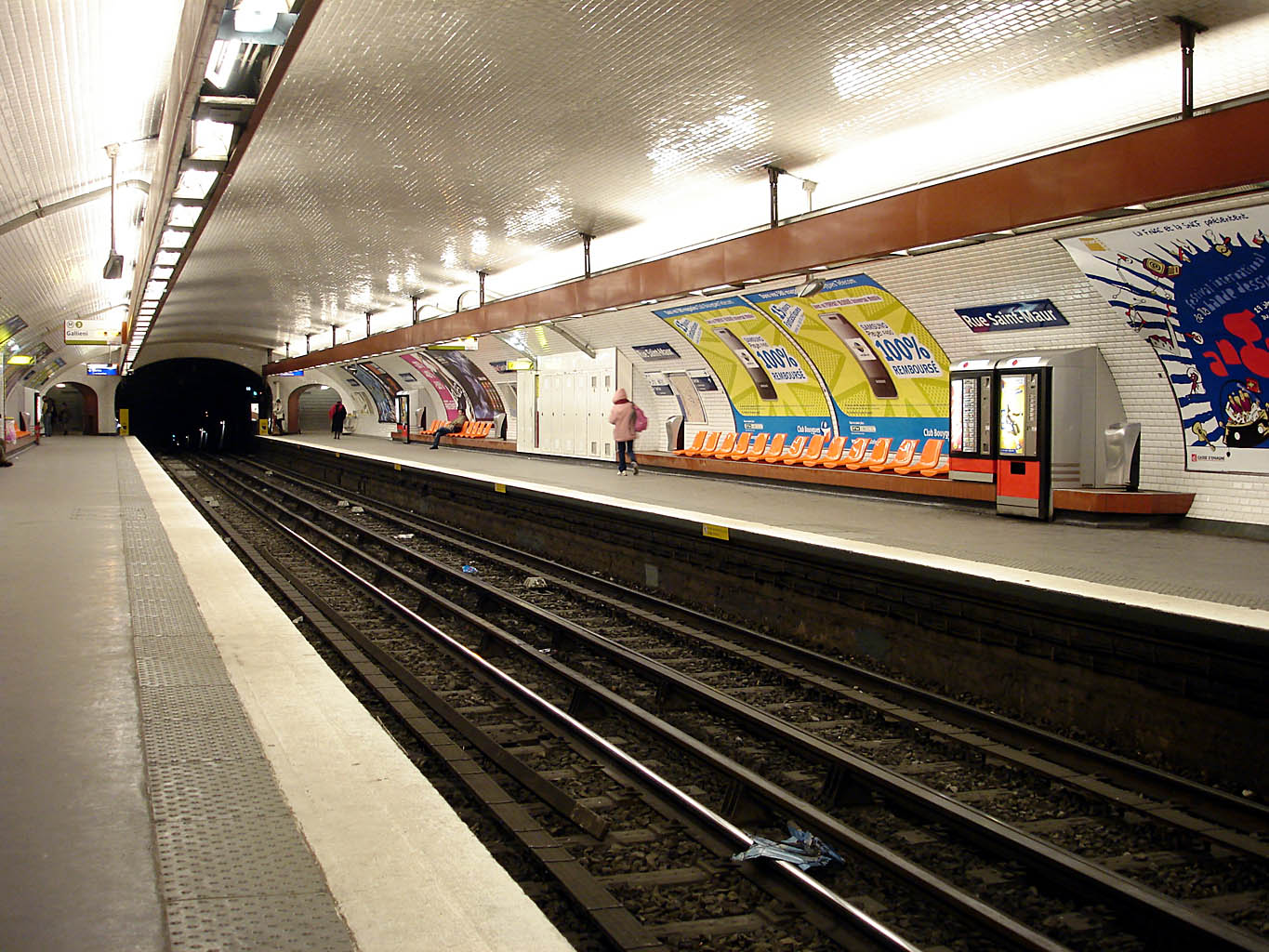
Station Rue Saint-Maur, Blick Richtung Pont de Levallois – Bécon

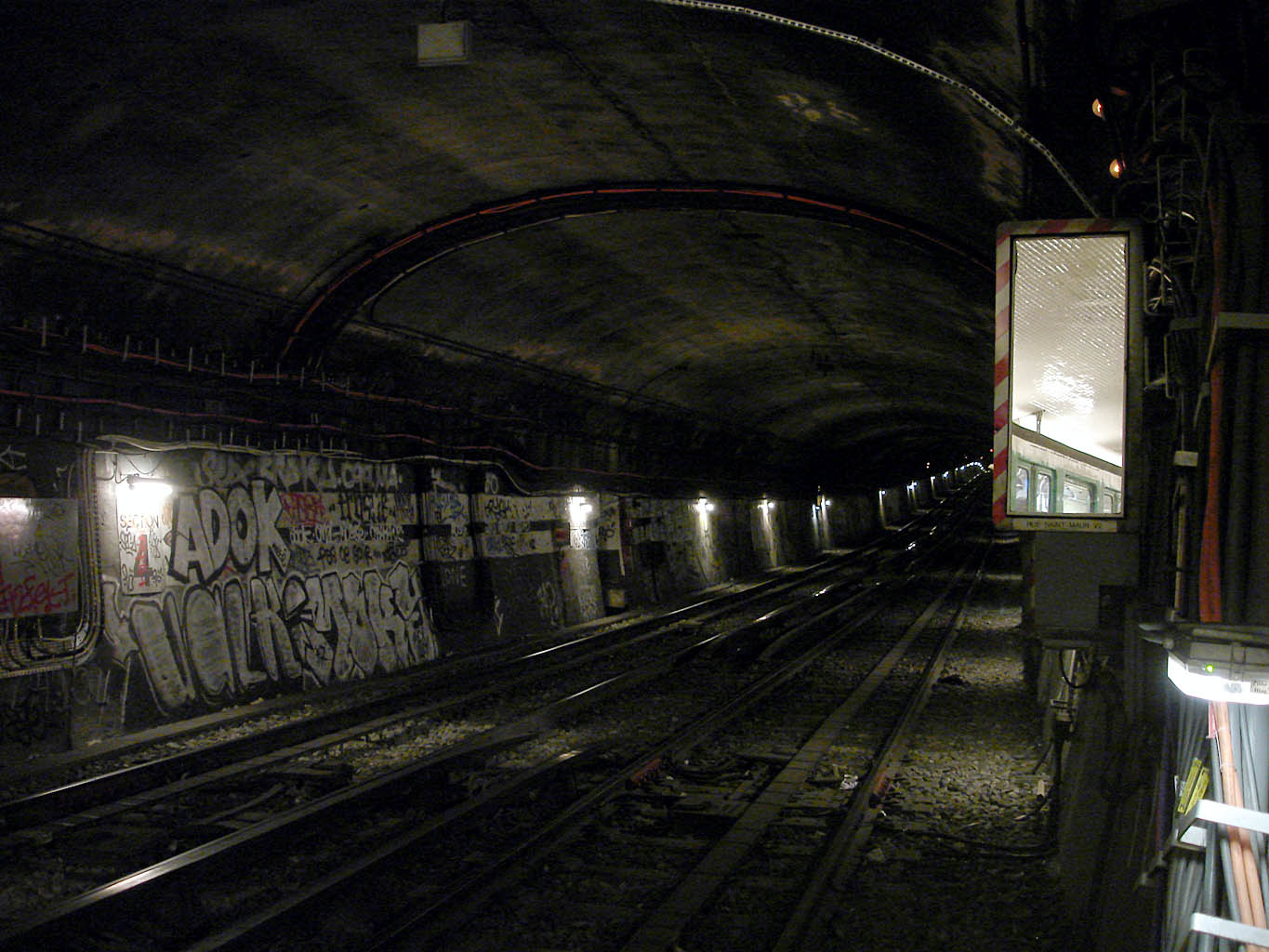
Blick in den Tunnel Richtung Gallieni

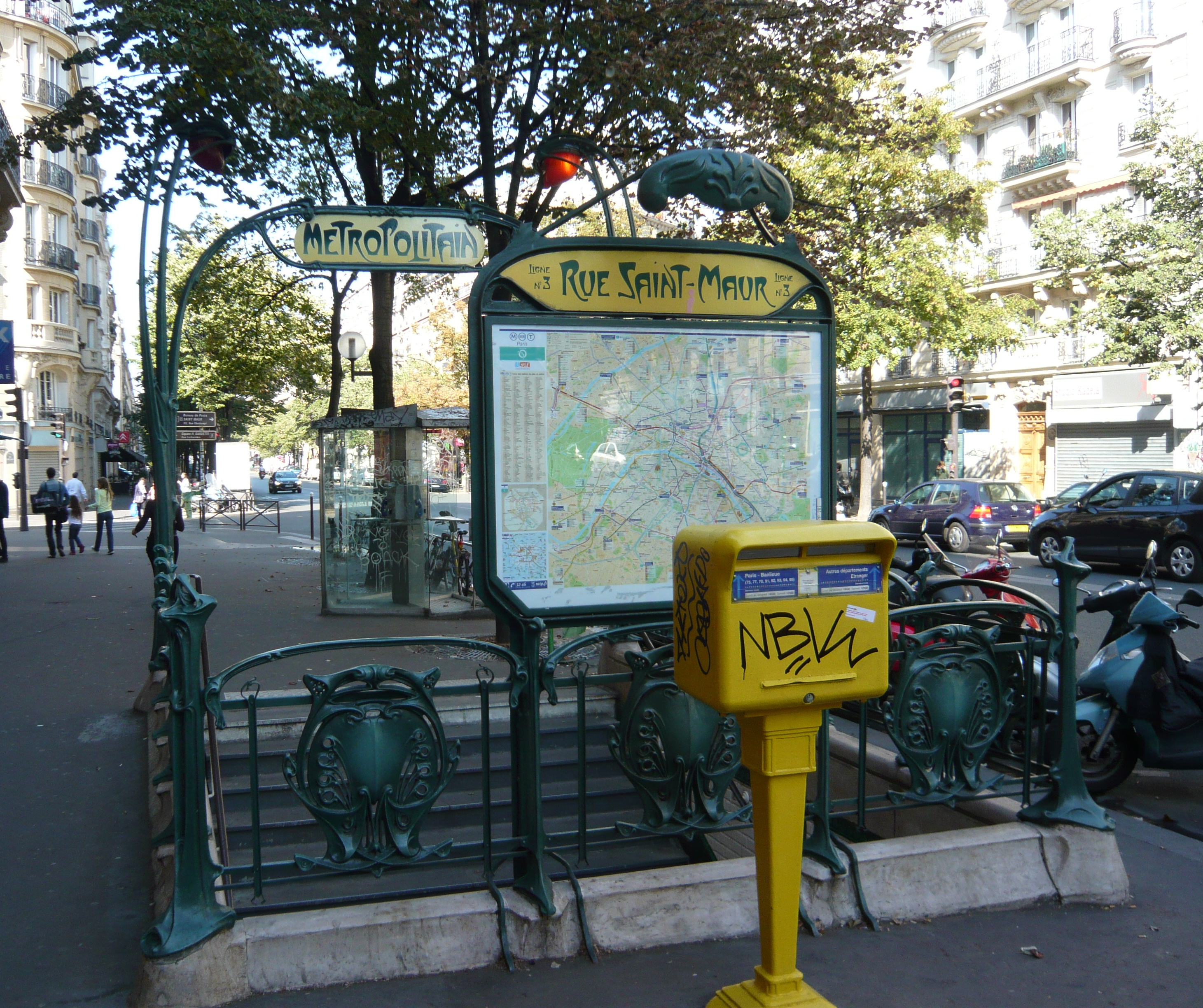
Von Hector Guimard entworfener Jugendstil-Zugang an der Rue Saint-Maur

Rue Saint-Maur [ʁy sɛ̃ mɔʁ] ist eine unterirdische Station der Linie 3 der Pariser Métro.

## Lage
Der U-Bahnhof befindet sich im Quartier Saint-Ambroise des 11. Arrondissements von Paris. Er liegt längs unter der Avenue de la République zwischen der Rue Saint-Maur und der Rue Servan.

## Name
Namengebend ist die an seinem westlichen Ende die Avenue de la République kreuzende Rue Saint-Maur. Der „heilige“ Maurus (fr: Saint Maur) soll im 6. Jahrhundert die Ordensregel der Benediktiner in Frankreich eingeführt haben.
Jahrzehntelang hieß die Station lediglich „Saint-Maur“. Um Verwechslungen mit den beiden Stationen des RER A im südöstlich von Paris gelegenen Saint-Maur-des-Fossés zu vermeiden, erhielt sie am 1. September 1998 den Namenszusatz „Rue“.

## Geschichte
Am 19. Oktober 1904 wurde die Station mit der Eröffnung der Linie 3 in Betrieb genommen. Diese wurde damals auf ihrem ersten Abschnitt von Villiers nach Père Lachaise dem Verkehr übergeben.

## Beschreibung
Die Station hat einen elliptischen Querschnitt, die Decke und die gekrümmten Seitenwände sind weiß gefliest. Sie ist 75 Meter lang und weist zwei Seitenbahnsteige an zwei Streckengleisen auf.
Es existieren drei Zugänge vom Straßenraum, der Zugang an der Rue Saint-Maur weist das von Hector Guimard entworfene Jugendstil-Dekor auf.

## Fahrzeuge
Als Folge des Unfalls im Bahnhof Couronnes wurde die Linie 3 von Anfang an mit Fahrzeugen ausgestattet, die auf Drehgestellen liefen. Die Fünf-Wagen-Züge bestanden aus drei Trieb- und zwei Beiwagen. Sie wurden später durch Sprague-Thomson-Züge ersetzt, die dort bis 1967 verkehrten. In jenem Jahr erhielt die Linie 3 als erste die neue, klassisch auf Stahlschienen laufende Baureihe MF 67. Diese Züge sind dort im Jahr 2024 nach wie vor im Einsatz, ab 2028 sollen sie von Zügen der Baureihe MF 19 abgelöst werden.

## Umgebung
- Wissenschaftliche Wirtschaftshochschule ESCP Europe